# Quebrachos (departamento)
Quebrachos é um departamento da Argentina, localizado na 
província de Santiago del Estero.